# Comuni delle Fiandre
Le Fiandre sono divise in 308 comuni, elencati nella tabella che segue. I numeri si riferiscono alla posizione dei comuni nelle mappe delle rispettive province.

Fiandre Occidentali

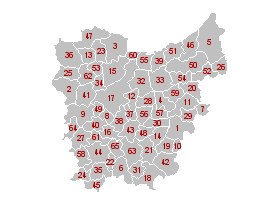
Fiandre Orientali

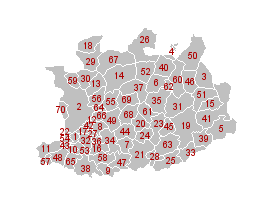
Anversa

Brabante Fiammingo

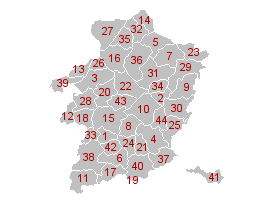
Limburgo

| Nome                  | Arrondissement  | Provincia           | #  |
| --------------------- | --------------- | ------------------- | -- |
| Aalst                 | Aalst           | Fiandre Orientali   | 1  |
| Aalter                | Gand            | Fiandre Orientali   | 2  |
| Aarschot              | Lovanio         | Brabante Fiammingo  | 1  |
| Aartselaar            | Anversa         | Anversa             | 1  |
| Affligem              | Halle-Vilvoorde | Fiandre Orientali   | 2  |
| Alken                 | Tongeren        | Anversa             | 1  |
| Alveringem            | Veurne          | Fiandre occidentali | 1  |
| Anversa               | Anversa         | Anversa             | 2  |
| Anzegem               | Kortrijk        | Fiandre occidentali | 2  |
| Ardooie               | Tielt           | Fiandre occidentali | 3  |
| Arendonk              | Turnhout        | Anversa             | 3  |
| As                    | Hasselt         | Anversa             | 2  |
| Asse                  | Halle-Vilvoorde | Brabante Fiammingo  | 3  |
| Assenede              | Eeklo           | Fiandre Orientali   | 3  |
| Avelgem               | Kortrijk        | Fiandre occidentali | 4  |
| Baarle-Hertog         | Turnhout        | Anversa             | 4  |
| Balen                 | Turnhout        | Anversa             | 5  |
| Beernem               | Bruges          | Fiandre occidentali | 5  |
| Beerse                | Turnhout        | Anversa             | 6  |
| Beersel               | Halle-Vilvoorde | Brabante Fiammingo  | 4  |
| Begijnendijk          | Lovanio         | Brabante Fiammingo  | 5  |
| Bekkevoort            | Lovanio         | Brabante Fiammingo  | 6  |
| Beringen              | Hasselt         | Limburgo            | 3  |
| Berlaar               | Malines         | Anversa             | 7  |
| Berlare               | Dendermonde     | Fiandre Orientali   | 4  |
| Bertem                | Lovanio         | Brabante Fiammingo  | 7  |
| Bever                 | Halle-Vilvoorde | Brabante Fiammingo  | 8  |
| Beveren               | Sint-Niklaas    | Fiandre Orientali   | 5  |
| Bierbeek              | Lovanio         | Brabante Fiammingo  | 9  |
| Bilzen                | Tongeren        | Limburgo            | 4  |
| Blankenberge          | Bruges          | Fiandre Occidentali | 6  |
| Bocholt               | Maaseik         | Limburgo            | 5  |
| Boechout              | Anversa         | Anversa             | 8  |
| Bonheiden             | Malines         | Anversa             | 9  |
| Boom                  | Anversa         | Anversa             | 10 |
| Boortmeerbeek         | Lovanio         | Brabante Fiammingo  | 10 |
| Borgloon              | Tongeren        | Limburgo            | 6  |
| Bornem                | Malines         | Anversa             | 11 |
| Borsbeek              | Anversa         | Anversa             | 12 |
| Boutersem             | Lovanio         | Brabante Fiammingo  | 11 |
| Brakel                | Oudenaarde      | Fiandre Orientali   | 6  |
| Brasschaat            | Anversa         | Anversa             | 13 |
| Brecht                | Anversa         | Anversa             | 14 |
| Bredene               | Ostenda         | Fiandre Occidentali | 7  |
| Bree                  | Maaseik         | Limburgo            | 7  |
| Bruges                | Bruges          | Fiandre Occidentali | 8  |
| Buggenhout            | Dendermonde     | Fiandre Orientali   | 7  |
| Damme                 | Bruges          | Fiandre Occidentali | 9  |
| Deerlijk              | Kortrijk        | Fiandre Occidentali | 12 |
| De Haan               | Ostenda         | Fiandre Occidentali | 10 |
| Deinze                | Gand            | Fiandre Orientali   | 8  |
| Denderleeuw           | Aalst           | Fiandre Orientali   | 9  |
| Dendermonde           | Dendermonde     | Fiandre Orientali   | 10 |
| Dentergem             | Tielt           | Fiandre Occidentali | 13 |
| De Panne              | Veurne          | Fiandre Occidentali | 11 |
| De Pinte              | Gand            | Fiandre Orientali   | 11 |
| Dessel                | Turnhout        | Anversa             | 15 |
| Destelbergen          | Gand            | Fiandre Orientali   | 12 |
| Diepenbeek            | Hasselt         | Limburgo            | 8  |
| Diest                 | Lovanio         | Brabante Fiammingo  | 12 |
| Diksmuide             | Diksmuide       | Fiandre Occidentali | 14 |
| Dilbeek               | Halle-Vilvoorde | Brabante Fiammingo  | 13 |
| Dilsen-Stokkem        | Maaseik         | Limburgo            | 9  |
| Drogenbos             | Halle-Vilvoorde | Brabante Fiammingo  | 14 |
| Duffel                | Malines         | Anversa             | 16 |
| Edegem                | Anversa         | Anversa             | 17 |
| Eeklo                 | Eeklo           | Fiandre Orientali   | 13 |
| Erpe-Mere             | Aalst           | Fiandre Orientali   | 14 |
| Essen                 | Anversa         | Anversa             | 18 |
| Evergem               | Gand            | Fiandre Orientali   | 15 |
| Galmaarden            | Halle-Vilvoorde | Brabante Fiammingo  | 15 |
| Gavere                | Gand            | Fiandre Orientali   | 16 |
| Geel                  | Turnhout        | Anversa             | 19 |
| Geetbets              | Lovanio         | Brabante Fiammingo  | 16 |
| Genk                  | Hasselt         | Limburgo            | 10 |
| Geraardsbergen        | Aalst           | Fiandre Orientali   | 17 |
| Gand (Gent)           | Gand            | Fiandre Orientali   | 18 |
| Gingelom              | Hasselt         | Limburgo            | 11 |
| Gistel                | Ostenda         | Fiandre Occidentali | 15 |
| Glabbeek              | Lovanio         | Brabante Fiammingo  | 17 |
| Gooik                 | Halle-Vilvoorde | Brabante Fiammingo  | 18 |
| Grimbergen            | Halle-Vilvoorde | Brabante Fiammingo  | 19 |
| Grobbendonk           | Turnhout        | Anversa             | 20 |
| Haacht                | Lovanio         | Brabante Fiammingo  | 20 |
| Haaltert              | Aalst           | Fiandre Orientali   | 19 |
| Halen                 | Hasselt         | Limburgo            | 12 |
| Halle                 | Halle-Vilvoorde | Brabante Fiammingo  | 21 |
| Ham                   | Hasselt         | Limburgo            | 13 |
| Hamme                 | Dendermonde     | Fiandre Orientali   | 20 |
| Hamont-Achel          | Maaseik         | Limburgo            | 14 |
| Harelbeke             | Kortrijk        | Fiandre Occidentali | 16 |
| Hasselt               | Hasselt         | Limburgo            | 15 |
| Hechtel-Eksel         | Maaseik         | Limburgo            | 16 |
| Heers                 | Tongeren        | Limburgo            | 17 |
| Heist-op-den-Berg     | Malines         | Anversa             | 21 |
| Hemiksem              | Anversa         | Anversa             | 22 |
| Herent                | Lovanio         | Brabante Fiammingo  | 22 |
| Herentals             | Turnhout        | Anversa             | 23 |
| Herenthout            | Turnhout        | Anversa             | 24 |
| Herk-de-Stad          | Hasselt         | Limburgo            | 18 |
| Herne                 | Halle-Vilvoorde | Brabante Fiammingo  | 23 |
| Herselt               | Turnhout        | Anversa             | 25 |
| Herstappe             | Tongeren        | Limburgo            | 19 |
| Herzele               | Aalst           | Fiandre Orientali   | 21 |
| Heusden-Zolder        | Hasselt         | Limburgo            | 20 |
| Heuvelland            | Ypres           | Fiandre Occidentali | 17 |
| Hoegaarden            | Lovanio         | Brabante Fiammingo  | 24 |
| Hoeilaart             | Halle-Vilvoorde | Brabante Fiammingo  | 25 |
| Hoeselt               | Tongeren        | Limburgo            | 21 |
| Holsbeek              | Lovanio         | Brabante Fiammingo  | 26 |
| Hooglede              | Roeselare       | Fiandre Occidentali | 18 |
| Hoogstraten           | Turnhout        | Anversa             | 26 |
| Horebeke              | Oudenaarde      | Fiandre Orientali   | 22 |
| Houthalen-Helchteren  | Maaseik         | Limburgo            | 22 |
| Houthulst             | Diksmuide       | Fiandre Occidentali | 19 |
| Hove                  | Anversa         | Anversa             | 27 |
| Huldenberg            | Lovanio         | Brabante Fiammingo  | 27 |
| Hulshout              | Turnhout        | Anversa             | 28 |
| Ichtegem              | Ostenda         | Fiandre Occidentali | 20 |
| Ingelmunster          | Roeselare       | Fiandre Occidentali | 22 |
| Izegem                | Roeselare       | Fiandre Occidentali | 23 |
| Jabbeke               | Bruges          | Fiandre Occidentali | 24 |
| Kalmthout             | Anversa         | Anversa             | 29 |
| Kampenhout            | Halle-Vilvoorde | Brabante Fiammingo  | 28 |
| Kapellen              | Anversa         | Anversa             | 30 |
| Kapelle-op-den-Bos    | Halle-Vilvoorde | Brabante Fiammingo  | 29 |
| Kaprijke              | Eeklo           | Fiandre Orientali   | 23 |
| Kasterlee             | Turnhout        | Anversa             | 31 |
| Keerbergen            | Lovanio         | Brabante Fiammingo  | 30 |
| Kinrooi               | Maaseik         | Limburgo            | 23 |
| Kluisbergen           | Oudenaarde      | Fiandre Orientali   | 24 |
| Knesselare            | Gand            | Fiandre Orientali   | 25 |
| Knokke-Heist          | Bruges          | Fiandre Occidentali | 25 |
| Koekelare             | Diksmuide       | Fiandre Occidentali | 26 |
| Koksijde              | Veurne          | Fiandre Occidentali | 27 |
| Kontich               | Anversa         | Anversa             | 32 |
| Kortemark             | Diksmuide       | Fiandre Occidentali | 28 |
| Kortenaken            | Lovanio         | Brabante Fiammingo  | 31 |
| Kortenberg            | Lovanio         | Brabante Fiammingo  | 32 |
| Kortessem             | Tongeren        | Limburgo            | 24 |
| Kortrijk (Courtrai)   | Kortrijk        | Fiandre Occidentali | 29 |
| Kraainem              | Halle-Vilvoorde | Brabante Fiammingo  | 33 |
| Kruibeke              | Sint-Niklaas    | Fiandre Orientali   | 26 |
| Kruishoutem           | Oudenaarde      | Fiandre Orientali   | 27 |
| Kuurne                | Kortrijk        | Fiandre Occidentali | 30 |
| Laakdal               | Turnhout        | Anversa             | 33 |
| Laarne                | Dendermonde     | Fiandre Orientali   | 28 |
| Lanaken               | Tongeren        | Limburgo            | 25 |
| Landen                | Lovanio         | Brabante Fiammingo  | 34 |
| Langemark-Poelkapelle | Ypres           | Fiandre Occidentali | 31 |
| Lebbeke               | Dendermonde     | Fiandre Orientali   | 29 |
| Lede                  | Aalst           | Fiandre Orientali   | 30 |
| Ledegem               | Roeselare       | Fiandre Occidentali | 32 |
| Lendelede             | Kortrijk        | Fiandre Occidentali | 33 |
| Lennik                | Halle-Vilvoorde | Brabante Fiammingo  | 35 |
| Leopoldsburg          | Hasselt         | Limburgo            | 26 |
| Lovanio               | Lovanio         | Brabante Fiammingo  | 36 |
| Lichtervelde          | Roeselare       | Fiandre Occidentali | 34 |
| Liedekerke            | Halle-Vilvoorde | Brabante Fiammingo  | 37 |
| Lier                  | Malines         | Anversa             | 34 |
| Lierde                | Oudenaarde      | Fiandre Orientali   | 31 |
| Lille                 | Turnhout        | Anversa             | 35 |
| Linkebeek             | Halle-Vilvoorde | Brabante Fiammingo  | 38 |
| Lint                  | Anversa         | Anversa             | 36 |
| Linter                | Lovanio         | Brabante Fiammingo  | 39 |
| Lochristi             | Gand            | Fiandre Orientali   | 32 |
| Lokeren               | Sint-Niklaas    | Fiandre Orientali   | 33 |
| Lommel                | Maaseik         | Limburgo            | 27 |
| Londerzeel            | Halle-Vilvoorde | Brabante Fiammingo  | 40 |
| Lo-Reninge            | Diksmuide       | Fiandre Occidentali | 35 |
| Lovendegem            | Gand            | Fiandre Orientali   | 34 |
| Lubbeek               | Lovanio         | Brabante Fiammingo  | 41 |
| Lummen                | Hasselt         | Limburgo            | 28 |
| Maarkedal             | Oudenaarde      | Fiandre Orientali   | 35 |
| Maaseik               | Maaseik         | Limburgo            | 29 |
| Maasmechelen          | Tongeren        | Limburgo            | 30 |
| Machelen              | Halle-Vilvoorde | Brabante Fiammingo  | 42 |
| Maldegem              | Eeklo           | Fiandre Orientali   | 36 |
| Malle                 | Anversa         | Anversa             | 37 |
| Malines (Mechelen)    | Malines         | Anversa             | 38 |
| Meerhout              | Turnhout        | Anversa             | 39 |
| Meeuwen-Gruitrode     | Maaseik         | Limburgo            | 31 |
| Meise                 | Halle-Vilvoorde | Brabante Fiammingo  | 43 |
| Melle                 | Gand            | Fiandre Orientali   | 37 |
| Menen                 | Kortrijk        | Fiandre Occidentali | 36 |
| Merchtem              | Halle-Vilvoorde | Brabante Fiammingo  | 44 |
| Merelbeke             | Gand            | Fiandre Orientali   | 38 |
| Merksplas             | Turnhout        | Anversa             | 40 |
| Mesen                 | Ypres           | Fiandre Occidentali | 37 |
| Meulebeke             | Tielt           | Fiandre Occidentali | 38 |
| Middelkerke           | Ostenda         | Fiandre Occidentali | 39 |
| Moerbeke              | Gand            | Fiandre Orientali   | 39 |
| Mol                   | Turnhout        | Anversa             | 41 |
| Moorslede             | Roeselare       | Fiandre Occidentali | 40 |
| Mortsel               | Anversa         | Anversa             | 42 |
| Nazareth              | Gand            | Fiandre Orientali   | 40 |
| Neerpelt              | Maaseik         | Limburgo            | 32 |
| Nevele                | Gand            | Fiandre Orientali   | 41 |
| Niel                  | Anversa         | Anversa             | 43 |
| Nieuwerkerken         | Hasselt         | Limburgo            | 33 |
| Nieuwpoort            | Veurne          | Fiandre Occidentali | 41 |
| Nijlen                | Malines         | Anversa             | 44 |
| Ninove                | Aalst           | Fiandre Orientali   | 42 |
| Olen                  | Turnhout        | Anversa             | 45 |
| Oosterzele            | Gand            | Fiandre Orientali   | 43 |
| Oostkamp              | Bruges          | Fiandre Occidentali | 43 |
| Oostrozebeke          | Tielt           | Fiandre Occidentali | 44 |
| Opglabbeek            | Hasselt         | Limburgo            | 34 |
| Opwijk                | Halle-Vilvoorde | Brabante Fiammingo  | 45 |
| Ostenda               | Ostenda         | Fiandre Occidentali | 42 |
| Oudenaarde            | Oudenaarde      | Fiandre Orientali   | 44 |
| Oudenburg             | Ostenda         | Fiandre Occidentali | 45 |
| Oud-Heverlee          | Lovanio         | Brabante Fiammingo  | 46 |
| Oud-Turnhout          | Turnhout        | Anversa             | 46 |
| Overijse              | Halle-Vilvoorde | Brabante Fiammingo  | 47 |
| Overpelt              | Maaseik         | Limburgo            | 35 |
| Peer                  | Maaseik         | Limburgo            | 36 |
| Pepingen              | Halle-Vilvoorde | Brabante Fiammingo  | 48 |
| Pittem                | Tielt           | Fiandre Occidentali | 46 |
| Poperinge             | Ypres           | Fiandre Occidentali | 47 |
| Putte                 | Malines         | Anversa             | 47 |
| Puurs                 | Malines         | Anversa             | 48 |
| Ranst                 | Anversa         | Anversa             | 49 |
| Ravels                | Turnhout        | Anversa             | 50 |
| Retie                 | Turnhout        | Anversa             | 51 |
| Riemst                | Tongeren        | Limburgo            | 37 |
| Rijkevorsel           | Turnhout        | Anversa             | 52 |
| Roeselare             | Roeselare       | Fiandre Occidentali | 48 |
| Ronse                 | Oudenaarde      | Fiandre Orientali   | 45 |
| Roosdaal              | Halle-Vilvoorde | Brabante Fiammingo  | 49 |
| Rotselaar             | Lovanio         | Brabante Fiammingo  | 50 |
| Ruiselede             | Tielt           | Fiandre Occidentali | 49 |
| Rumst                 | Anversa         | Anversa             | 53 |
| Schelle               | Anversa         | Anversa             | 54 |
| Scherpenheuvel-Zichem | Lovanio         | Brabante Fiammingo  | 51 |
| Schilde               | Anversa         | Anversa             | 55 |
| Schoten               | Anversa         | Anversa             | 56 |
| Sint-Amands           | Malines         | Anversa             | 57 |
| Sint-Genesius-Rode    | Halle-Vilvoorde | Brabante Fiammingo  | 52 |
| Sint-Gillis-Waas      | Sint-Niklaas    | Fiandre Orientali   | 46 |
| Sint-Katelijne-Waver  | Malines         | Anversa             | 58 |
| Sint-Laureins         | Eeklo           | Fiandre Orientali   | 47 |
| Sint-Lievens-Houtem   | Aalst           | Fiandre Orientali   | 48 |
| Sint-Martens-Latem    | Gand            | Fiandre Orientali   | 49 |
| Sint-Niklaas          | Sint-Niklaas    | Fiandre Orientali   | 50 |
| Sint-Pieters-Leeuw    | Halle-Vilvoorde | Brabante Fiammingo  | 53 |
| Sint-Truiden          | Hasselt         | Limburgo            | 38 |
| Spiere-Helkijn        | Kortrijk        | Fiandre Occidentali | 50 |
| Stabroek              | Anversa         | Anversa             | 59 |
| Staden                | Roeselare       | Fiandre Occidentali | 51 |
| Steenokkerzeel        | Halle-Vilvoorde | Brabante Fiammingo  | 54 |
| Stekene               | Sint-Niklaas    | Fiandre Orientali   | 51 |
| Temse                 | Sint-Niklaas    | Fiandre Orientali   | 52 |
| Ternat                | Halle-Vilvoorde | Brabante Fiammingo  | 55 |
| Tervuren              | Lovanio         | Brabante Fiammingo  | 56 |
| Tessenderlo           | Hasselt         | Limburgo            | 39 |
| Tielt                 | Tielt           | Fiandre Occidentali | 52 |
| Tielt-Winge           | Lovanio         | Brabante Fiammingo  | 57 |
| Tienen                | Lovanio         | Brabante Fiammingo  | 58 |
| Tongeren              | Tongeren        | Limburgo            | 40 |
| Torhout               | Bruges          | Fiandre Occidentali | 53 |
| Tremelo               | Lovanio         | Brabante Fiammingo  | 59 |
| Turnhout              | Turnhout        | Anversa             | 60 |
| Veurne                | Veurne          | Fiandre Occidentali | 54 |
| Vilvoorde             | Halle-Vilvoorde | Brabante Fiammingo  | 60 |
| Vleteren              | Ypres           | Fiandre Occidentali | 55 |
| Voeren                | Tongeren        | Limburgo            | 41 |
| Vorselaar             | Turnhout        | Anversa             | 61 |
| Vosselaar             | Turnhout        | Anversa             | 62 |
| Waarschoot            | Gand            | Fiandre Orientali   | 53 |
| Waasmunster           | Dendermonde     | Fiandre Orientali   | 54 |
| Wachtebeke            | Gand            | Fiandre Orientali   | 55 |
| Waregem               | Kortrijk        | Fiandre Occidentali | 56 |
| Wellen                | Tongeren        | Limburgo            | 42 |
| Wemmel                | Halle-Vilvoorde | Brabante Fiammingo  | 61 |
| Wervik                | Ypres           | Fiandre Occidentali | 57 |
| Westerlo              | Turnhout        | Anversa             | 63 |
| Wetteren              | Dendermonde     | Fiandre Orientali   | 56 |
| Wevelgem              | Kortrijk        | Fiandre Occidentali | 58 |
| Wezembeek-Oppem       | Halle-Vilvoorde | Brabante Fiammingo  | 62 |
| Wichelen              | Dendermonde     | Fiandre Orientali   | 57 |
| Wielsbeke             | Tielt           | Fiandre Occidentali | 59 |
| Wijnegem              | Anversa         | Anversa             | 64 |
| Willebroek            | Malines         | Anversa             | 65 |
| Wingene               | Tielt           | Fiandre Occidentali | 60 |
| Wommelgem             | Anversa         | Anversa             | 66 |
| Wortegem-Petegem      | Oudenaarde      | Fiandre Orientali   | 58 |
| Wuustwezel            | Anversa         | Anversa             | 67 |
| Ypres (Ieper)         | Ypres           | Fiandre Occidentali | 21 |
| Zandhoven             | Anversa         | Anversa             | 68 |
| Zaventem              | Halle-Vilvoorde | Brabante Fiammingo  | 63 |
| Zedelgem              | Bruges          | Fiandre Occidentali | 61 |
| Zele                  | Dendermonde     | Fiandre Orientali   | 59 |
| Zelzate               | Eeklo           | Fiandre Orientali   | 60 |
| Zemst                 | Halle-Vilvoorde | Brabante Fiammingo  | 64 |
| Zingem                | Oudenaarde      | Fiandre Orientali   | 61 |
| Zoersel               | Anversa         | Anversa             | 69 |
| Zomergem              | Gand            | Fiandre Orientali   | 62 |
| Zonhoven              | Hasselt         | Limburgo            | 43 |
| Zonnebeke             | Ypres           | Fiandre Occidentali | 62 |
| Zottegem              | Aalst           | Fiandre Orientali   | 63 |
| Zoutleeuw             | Lovanio         | Brabante Fiammingo  | 65 |
| Zuienkerke            | Bruges          | Fiandre Occidentali | 63 |
| Zulte                 | Gand            | Fiandre Orientali   | 64 |
| Zutendaal             | Hasselt         | Limburgo            | 44 |
| Zwalm                 | Oudenaarde      | Fiandre Orientali   | 65 |
| Zwevegem              | Kortrijk        | Fiandre Occidentali | 64 |
| Zwijndrecht           | Anversa         | Anversa             | 70 |